# 財務会計基準審議会
財務会計基準審議会（ざいむかいけいきじゅんしんぎかい、英: Financial Accounting Standards Board、略称: FASB）は、アメリカ合衆国内における、一般に認められた会計原則（Generally Accepted Accounting Principals 、略称: GAAP）を作成・改正するために開設された、公益の民間非営利団体である。証券取引委員会（U.S. Securities and Exchange Commission、略称: SEC）は、アメリカ合衆国内における株式会社のための会計基準設定機関に、FASBを選定した。そして1973年1月1日にFASBは米国公認会計士協会（American Institute of CPAs、略称: AICPA）の会計原則委員会（Accounting Principles Board、略称: APB）の後任となった。

## 役割
FASBの役割は、「投資家やその他の財務報告利用者の意思決定に有用な情報提供を行う民間企業による財務報告を促進する財務会計報告基準の作成・改正」である。
その役割は「包括的かつ独立したプロセスを経て」果たされる。そのプロセスとは「様々な人々の幅広い参加を奨励するものであり、また全利害関係者の意見を客観的に考慮したものでもあり、さらにはFASBの理事による監督を条件付けたものでもある。」

## 概要
FASBは行政機関ではない。SECは、1934年証券取引所法に基づいて株式上場している企業向けの、財務会計報告基準を作成する法的権限を持っている。しかし歴史を通してその職務は、民間団体の方が公益責任を果たすことができる点から、民間団体に依存するという権限委譲方針がとられてきた。
またFASBは、他のすべての業界団体や専門家組織から独立した組織の一部である。現在のこの仕組みが形成される以前は、財務会計報告基準はまずアメリカ会計士協会（AIA）の会計手続委員会（CAP、1936 - 1959）によって作成されていた。そしてその後、AICPAの会計原則審議会（APB、1959 - 1973）による作成が行われた。これら前任団体の決定事項が持つ強制力は、FASBによって修正及び更新されない限り残っている。
FASBは財務会計財団（FAF）による監督を条件付けられている。FAFはFASBや政府会計基準委員会（GASB）のメンバーを選出したり、両組織に出資したりする財団である。一方FAFの評議会は、下記の組織のグループから選出されたメンバーで構成される。
- アメリカ会計学会（AAA）
- 米国公認会計士協会（AICPA）
- CFA協会（英語版）
- 財務管理者協会（FEI）
- 政府財務官協会（GFOA）
- 米国管理会計士協会（IMA）
- 監査人・会計検査官・出納長協会（NASACT）
- 米国証券業協会（SIA）

FASBの組織は様々な点で、前任団体とは全く異なる。審議会は7名の常勤者によって構成されている。常勤者はFASBへの加入に先立って、以前勤めていた企業や施設とのつながりを絶たなければならない。これはFASBの公平性と独立性を保証するためである。すべてのメンバーがFAFによって選出される。被選出者は5年間の任期が与えられ、追加でもう5年間務める資格を有する。現在のメンバーは下記の7名である（カッコ内は現時点での任期満了年を示す）。
- ラッセル・G・ゴールデン議長（2017）
- ジェームス・L・クローカー副議長（2018）
- クリスティン・A・ボトサン（2020）
- ハロルド・L・モンク（2021）
- R・ハロルド・シュローダー（2019）
- マーク・E・シーゲル（2018）
- ローレンス・W・スミス（2017）

常勤者に加えて、約68名の職員がいる。これらの職員は、公会計士、産業職員、大学研究者、政府職員、それに加えて支援人材から選出された専門家である。
1984年、FASBは緊急問題専門委員会（EITF）を組織した。この委員会は財務問題が発生した際に、素早く対応するために結成された組織であり、FASBやSECからの代表者を加えた民間部門と公共部門の双方から選出された15名で構成されている。問題が発生した際、専門委員会はそれを検討し、どのような行動過程をとるべきかについて全体の意見の一致を試みる。意見が一致した場合、EITFは「EITF Issue 」を公表する。そしてFASBはこれに深入りしない。「EITF Issue 」はFASB基準書と同程度に有効と考えられ、GAAPに付け加えられる。

## コーディフィケーションの作成
2009年7月1日、FASBは米国会計基準コーディフィケーション（ASC）への着手を宣言した。FASBの公表によるとASCとは、「権威ある民間の、一般に認められた合衆国の会計基準（US-GAAP）の唯一のソース」である。ASCはUS-GAAPの構成要素となる膨大な量の基準書を、首尾一貫した検索可能なフォーマットに体系化する。また、ASCはFASBの概念フレームワーク（合衆国内の会計基準の進展に向けて、しっかりとした理論原則を開発するために1973年に始まったプロジェクト）と混同しないようにしなければならない。

### 概念フレームワーク
FASBと国際会計基準審議会（IASB）は共通の概念フレームワークを開発するために、両輪となって作業を行った。目的適合的で、内的整合性があり、内面的に収斂されている基準の開発が、その目的である。現在の財務会計概念書（SFAC）第8号「財務報告のための概念フレームワーク」は合衆国で使われている。概念フレームワークには、（1）財務諸表作成において、経済的取引や経済事象、資金調達などを測定、記録するために用いられる測定属性（2）会計原則（3）認識や認識の中止、情報開示などの手引きとなる基本的前提、そしてそれらだけでなく（4）財務諸表における情報の区分・表示、が含まれている。
基本的な質的特性である目的適合性と表現の忠実性は意思決定有用性を支える。
財務諸表利用者が行う意思決定に変化を生じさせ得る情報は、目的適合的である。目的適合性の３つの構成要素は下記の通りである。
- 予測価値 - 財務諸表利用者の価値予測に役立つ情報
- 確認価値 – 事前に行った予測を確認、修正するためのフィードバックを与える情報
- 重要性 – 会計情報における省略事項や不実表示などの性質及び重要さ

表現の忠実性とは、ある測定値または記述と、それらが表現しようとする現象とが対応または一致することを言う。表現の忠実性の3つの構成要素は下記の通りである。
- 完全性 – ある経済現象を描写するにあたって、描写しようとしている現象を利用者が理解するために必要なすべての情報を含んでいること
- 中立性 – 財務情報の選択または表示に偏りがなく、財務情報が利用者に有利または不利に受け取られる確率を増大させるための、歪曲、ウェイト付け、強調、軽視、その他の操作が行われていないこと
- 誤謬の不存在 – 利用可能な最善のデータ入力が反映されたプロセスを用いて、可能な限り正確に情報が測定、記述されていること[5]

その他補強的な質的特性として、比較可能性、検証可能性、理解可能性、適時性が存在する。
現在はIASBとは異なる方向で概念フレームワークの改訂が進んでおり、FASBは測定・表示・開示に関するフレームワークを新たに作成している。

## ノーウォーク合意
FASBはIASBとともにIFRSとのコンバージェンスプロジェクトを進めている。2002年9月18日、ニューヨークのコネチカット州にて、FASBとIASBは共同会議を行い、覚書（MoU）を公表した。IFRSとUS-GAAPを高品質な同等の基準に収斂することが、この文書の概要の構想である。プロジェクトの一環として、FASBは取得原価基準から公正価値基準へと移行し始めている。

## 独立性
2009年6月、政治的圧力に応じて時価会計を改訂したFASBは、投資家諮問委員会に酷評された。ロビイスト達は銀行のために、不良資産向けの特別な会計処理を適用する許可を得ていた。

## FASB基準書
企業会計原則を作成するために、FASBは公的に基準書を発行した。基準書の各項目が一般の会計問題か、あるいは特定の会計問題を取り扱っている。これらの基準書は下記のとおりである。
- 財務会計基準書（SFAS)
- 財務会計概念書（SFAC）
- FASB解釈指針
- FASB実務公報
- EITF実務指針

## FASBの11概念
（この節の出典：）
- 貨幣的評価
- 企業実体
- 継続企業
- 取得原価
- 貸借一致
- 会計期間
- 保守主義
- 実現
- 対応
- 継続性（首尾一貫性）
- 重要性

## 参考
- 国際公会計基準（IPSAS）
- 国際財務報告基準（IFRS）
- FASB133号
- FIN46号

### 現在の問題
- ストックオプション費用
- FAS157号「公正価値測定」

### 関連団体
- 国際会計基準審議会（IASB）